# Draymond Green
Draymond Jamal Green (Saginaw, 4 de março de 1990) é um jogador norte-americano de basquete profissional que joga atualmente no Golden State Warriors da National Basketball Association (NBA).
Green é quatro vezes campeão da NBA, quatro vezes selecionado para o All-Star Game, duas vezes membro do All-NBA Team e duas vezes medalhista de ouro olímpico. Considerado um dos maiores jogadores defensivos de todos os tempos, ele é oito vezes membro da Equipe Defensiva, foi o Prêmio de Jogador Defensivo do Ano em 2017 e foi vice-campeão três vezes.
Green jogou basquete universitário pelo Michigan State e foi selecionado pelos Warriors como a 35º escolha geral no draft da NBA de 2012.
Ele é citado como um dos líderes em uma tendência emergente na NBA de jogadores versáteis, capazes de jogar e defender várias posições, bem como fazer jogadas para os companheiros de equipe. Ele é considerado um dos melhores passadores e jogadores defensivos da década de 2010, conhecido por seus roubos de bola, bloqueios de arremessos, rebotes e jogo defensivo geral. Criticado por sua conduta em quadra e jogo fisicamente agressivo, ele tem o segundo maior número de expulsões na carreira de qualquer jogador da NBA, atrás apenas de Rasheed Wallace.

## Carreira no ensino médio
Green estudou na Saginaw High School em Saginaw, Michigan. Em seu segundo ano, ele teve médias de 12 pontos e 11 rebotes. Em seu terceiro ano, ele teve médias de 25 pontos, 13 rebotes, três assistências e três roubos de bola, levando Saginaw a final do campeonato estadual e a um recorde de 26-1.
Em 14 de novembro de 2007, Green assinou uma Carta Nacional de Intenções para jogar basquete universitário por Michigan State.
Em seu último ano, Green teve médias de 20 pontos, 13 rebotes e dois bloqueios, levando a equipe a um recorde de 27-1 e para a final do campeonato estadual pelo segundo ano consecutivo. Ele foi posteriormente classificado como o 36º melhor jogador no ESPN 150, sendo o 13º ala-pivô.

## Carreira universitária
Como calouro de Michigan State, Green jogou em 37 jogos sendo reserva e teve médias de 3,3 pontos e 3,3 rebotes. Durante a corrida de Michigan State para a final do Torneio da NCAA de 2009 , Green melhorou para médias de 8,5 pontos e 5,3 rebotes, ficando em quarto lugar no time em pontuação e segundo em rebotes.
Em seu segundo ano, Green jogou em 37 jogos, sendo titular em três jogos, com médias de 9,9 pontos, 7,7 rebotes, 3,0 assistências e 1,2 roubos de bola. Ele se tornou o primeiro jogador na história de Michigan State a ser nomeado Sexto Homem do Ano da Big Ten, ganhando o prêmio por votação unânime. Ele também foi selecionado para a Terceira-Equipe da Big Ten. Duas vezes, Green marcou 19 pontos, o recorde da temporada, em 10 de dezembro contra Oakland e 30 de dezembro contra Texas–Arlington. Ele também teve sete jogos com duplos-duplos, incluindo 17 pontos e 16 rebotes em 6 de fevereiro contra Illinois.

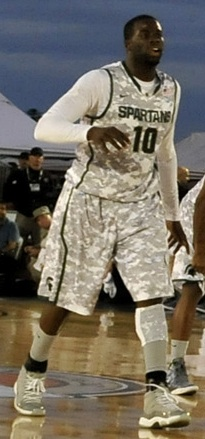
Green em 2011.

Em sua terceira temporada, Green teve médias de 12,6 pontos e 8,6 rebotes. Em 10 de fevereiro de 2011, Green seguiu Charlie Bell e Magic Johnson para ser o terceiro jogador de basquete masculino de Michigan State a registrar um triplo-duplo. No Torneio da NCAA de 2011, ele registrou seu segundo triplo-duplo da temporada e o sétimo na história do torneio na derrota contra a UCLA. Ele foi selecionado para a Terceira-Equipe da Big Ten pelo segundo ano consecutivo.
Em seu último ano, Green capitaneou a equipe para o título da temporada regular e do Torneio da Big Ten, sendo o MVP. Esse time compilou um recorde de 24-7 na temporada regular e 13-5 na Big Ten, ganhando o 13º título da conferência e o terceiro nos quatro anos anteriores. Green foi nomeado quatro vezes o Jogador de Basquete da Semana da Big Ten durante a temporada; nenhum outro jogador da história de Michigan State ganhou o prêmio mais de três vezes em uma única temporada. Em 5 de março de 2012, Green foi nomeado Jogador do Ano da Big Ten pelos treinadores e pela mídia e foi uma seleção unânime para a Primeira-Equipe da Big Ten. Em 10 de março de 2012, Draymond ultrapassou Johnny Green como o segundo líder de rebotes de todos os tempos na MSU.
Em 16 de março de 2012, Green registrou seu terceiro triplo-duplo na carreira contra LIU-Brooklyn na segunda rodada do Torneio da NCAA de 2012 e se juntou a Oscar Robertson e Johnson como o terceiro jogador na história da NCAA a ter dois triplos-duplos na carreira no Torneio da NCAA. Em 22 de março de 2012, em uma derrota para Louisville, Green pegou 16 rebotes, chegando a 1.096 rebotes na carreira, o maior número na história de Michigan State à frente de Greg Kelser. Ele encerrou sua carreira como um dos três jogadores na história do Michigan State com mais de 1.000 pontos e 1.000 rebotes. Concluindo seu tempo na universidade, ele se formou em estudos de comunicação no final de seu último ano.

## Carreira profissional

### Golden State Warriors (2012–Presente)

#### Primeiros anos (2012–2014)

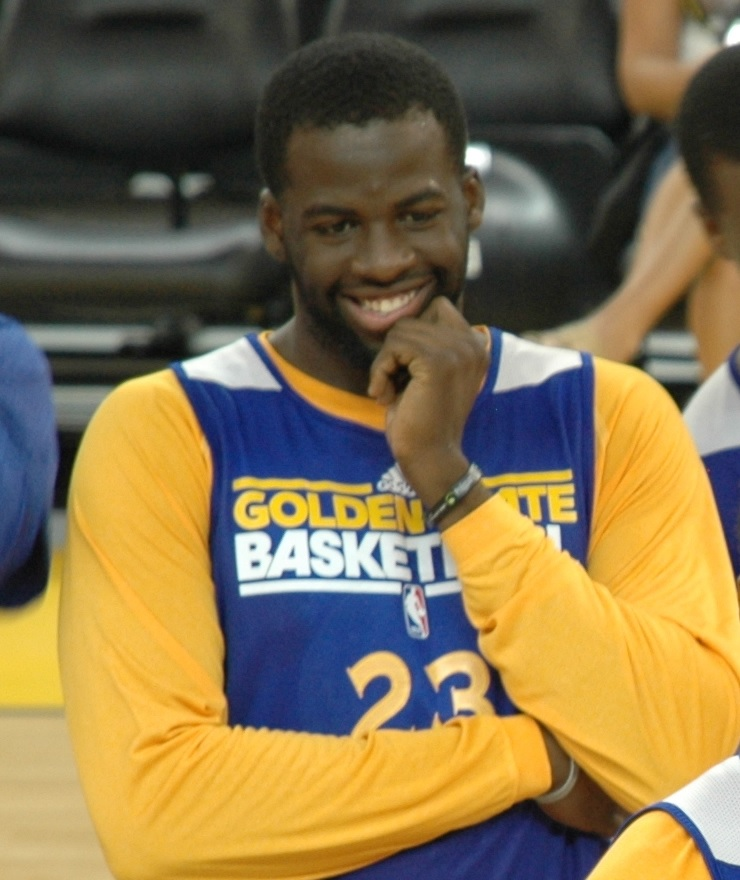
Green como novato nos Warriors em 2012

Green foi selecionado pelo Golden State Warriors como a 35ª escolha geral no draft da NBA de 2012. Em 30 de julho de 2012, ele assinou um contrato de três anos e US$ 2,6 milhões com os Warriors. Em sua estreia na NBA em 31 de outubro contra o Phoenix Suns, Green jogou um minuto, teve um rebote defensivo e cometeu uma falta. Ele gradualmente recebeu mais tempo de jogo nos jogos subsequentes, especialmente após as lesões de Brandon Rush e Richard Jefferson. Em 22 de novembro, Green estava jogando de 15 a 20 minutos por jogo e, em 9 de dezembro, quando Green ganhou um papel maior no time, os Warriors haviam vencido 8 de 10 jogos. Em 12 de dezembro, ele fez a cesta vencedora com 0,9 segundos restantes na vitória por 97–95 sobre o Miami Heat.
No Jogo 1 da primeira rodada dos playoffs de 2013 contra o Denver Nuggets em 20 de abril, o armador do Nuggets, Andre Miller, contornou Green e fez a bandeja vencedora do jogo na vitória por 97–95. Melhorando sua porcentagem de três pontos e desempenho ofensivo ao longo da série, Green ajudou os Warriors a vencer a série em seis jogos. Em 8 de maio, Green foi titular no Jogo 2 da segunda rodada contra o San Antonio Spurs. Na vitória dos Warriors por 100–91, a primeira vitória da equipe em San Antonio desde a temporada de 1996–97, Green foi titular no lugar de Festus Ezeli. Green jogou 32 minutos e registrou 5 pontos, 7 rebotes e 5 assistências. Os Spurs venceram a série por 4 a 2, encerrando a temporada dos Warriors.
Green perdeu 9 kg na pré-temporada de 2013 e mostrou melhora nos arremessos de três pontos e na defesa em seu segundo ano. Em 1º de dezembro de 2013, na vitória por 115–113 sobre o Sacramento Kings, Green desviou um arremesso errado de Stephen Curry para dar aos Warriors uma vantagem de 113–111 com 28,7 segundos restantes. Em 25 de dezembro, ele foi expulso do jogo contra o Los Angeles Clippers por cometer uma falta em Blake Griffin. No dia seguinte, a NBA multou Green em US$ 15.000 por "não deixar a quadra em tempo hábil" após ser expulso. No final da temporada, ele substituiu o titular lesionado David Lee como ala-pivô, que estava fora por tempo indeterminado. Em 14 de abril de 2014, no penúltimo jogo dos Warriors na temporada regular, Green registrou 20 pontos e 12 rebotes, recordes da sua carreira carreira, saindo do banco para ajudar seu time a derrotar o Minnesota Timberwolves por 130–120.
Green terminou a temporada de 2013–14 tendo jogado em todos os 82 jogos, com 12 partidas como titular, com médias de 6,2 pontos e 5,0 rebotes. Ele jogou em todos os sete jogos da primeira rodada dos playoffs contra os Clippers, quando os Warriors perderam a série por 4 a 3. Ele recebeu elogios por sua defesa forte durante a série, após ter médias de 1,7 roubos de bola e 1,7 bloqueios.

#### Primeiro título (2014–15)
Com o ressurgimento dos Warriors na temporada de 2014–15, veio junto com ele o avanço que a equipe esperava de Green. Com David Lee fora da escalação dos Warriors com uma lesão no tendão, Green foi promovido à escalação inicial como seu substituto como ala-pivô. Nos primeiros sete jogos da temporada, Green teve média de 13,6 pontos, enquanto os Warriors caíram tinham um recorde de 5–2 após perder dois jogos consecutivos em 9 e 11 de novembro. Em resposta à sequência de duas derrotas, a equipe entrou em uma sequência de 16 vitórias com a ajuda de Green, pois ele teve média de 13,3 pontos ao longo da sequência, incluindo 31 pontos, o recorde da carreira, em 6 de dezembro, em uma vitória de 112–102 sobre o Chicago Bulls.
Em 2 de janeiro de 2015, Green registrou seu primeiro triplo-duplo da carreira com 16 pontos, 11 rebotes e 13 assistências em uma vitória de 126–105 sobre o Toronto Raptors. Ele terminou em segundo lugar no Prêmio de Jogador Defensivo do Ano e no Prêmio de Jogador que Mais Evoluiu. Green coroou uma ótima temporada com um título da NBA e um triplo-duplo no Jogo 6 das Finais da NBA, jogando como pivô no lugar de Andrew Bogut. Ele se tornou apenas o sexto jogador na história da NBA a registrar um triplo-duplo em um jogo decisivo das Finais da NBA, juntando-se a Magic Johnson, Larry Bird, James Worthy, Tim Duncan e LeBron James.

#### Primeiras aparições no All-Star e All-NBA Team (2015–16)

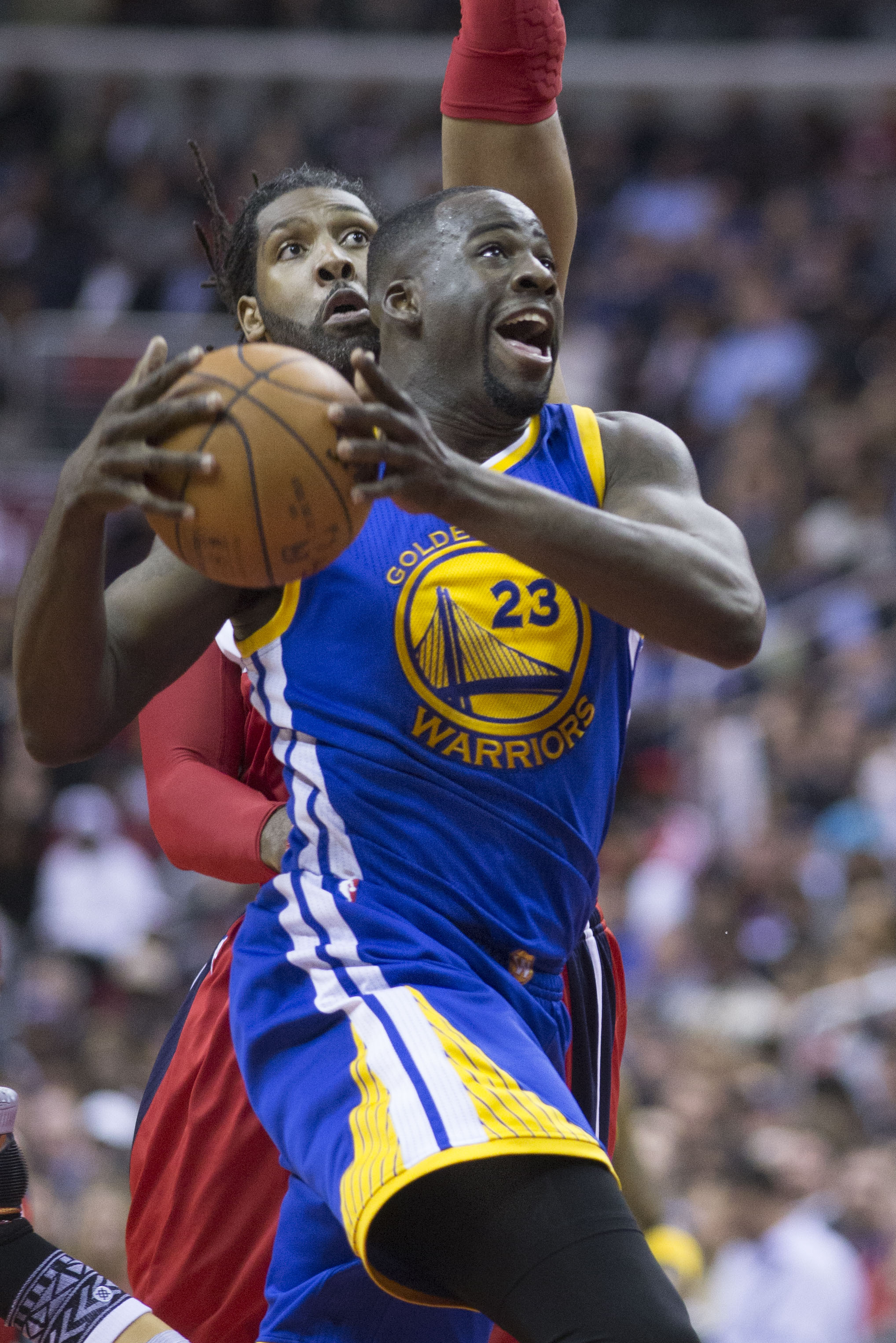
Green em 2016.

Em 9 de julho de 2015, Green renovou com os Warriors em um contrato de cinco anos e US$ 82 milhões. Ele ajudou os Warriors a registrar seu primeiro início de temporada de 10-0 com médias de 11,9 pontos, 7,7 rebotes, 6,6 assistências, 1,2 roubos de bola e 1,2 bloqueios. Em 24 de novembro, Green registrou 18 pontos e 7 rebotes em uma vitória sobre o Los Angeles Lakers, enquanto os Warriors estabeleceram o recorde de melhor início na história da NBA em 16-0. Três dias depois, ele registrou seu terceiro triplo-duplo da carreira com 14 pontos, 10 rebotes e 10 assistências em uma vitória de 135-116 sobre o Phoenix Suns. Seu quarto triplo-duplo da carreira veio no jogo seguinte em 28 de novembro contra o Sacramento Kings. Green teve 13 pontos, 11 rebotes e 12 assistências contra os Kings, tornando-se o primeiro jogador dos Warriors com triplos-duplos consecutivos desde Wilt Chamberlain em 1964.
Em 11 de dezembro, Green se tornou o primeiro jogador desde Nicolas Batum em 2012 a registrar cinco ou mais em todas as cinco principais categorias estatísticas. Em pouco menos de 50 minutos, ele registrou 24 pontos, 11 rebotes, 8 assistências, 5 roubos de bola e 5 bloqueios em uma vitória de 124–119 na prorrogação dupla sobre o Boston Celtics, aumentando sua sequência invicta de vitórias para começar a temporada com um recorde de 24–0. No dia seguinte, a sequência invicta do Warriors foi quebrada pelo Milwaukee Bucks, perdendo seu primeiro jogo da temporada por 108–95, apesar do esforço de 24 pontos e 11 rebotes de Green.
Em 4 de janeiro de 2016, ele se tornou o segundo jogador dos Warriors a registrar três triplos-duplos consecutivos (o outro foi Tom Gola na temporada de 1959-60), ajudando o Golden State a registrar sua 35ª vitória consecutiva em casa na temporada regular com uma vitória de 111-101 sobre o Charlotte Hornets. No mesmo dia, Green foi nomeado o Jogador da Semana da Conferência Oeste na Semana 10 (28 de dezembro a 3 de janeiro), seu primeiro prêmio de Jogador da Semana na carreira. Ele levou os Warriors a uma semana de 3-1 com médias de 18,8 pontos, 11,3 rebotes, 9,5 assistências e 2,5 roubos de bola em 36 minutos. Em 28 de janeiro, ele foi nomeado reserva da Conferência Oeste no All-Star Game de 2016, ganhando sua primeira seleção para o All-Star Game.
Em 27 de março de 2016, ele registrou seu 12º triplo-duplo da temporada, o recorde da franquia, em uma vitória sobre o Philadelphia 76ers. Três dias depois, em uma vitória sobre o Utah Jazz, Green se tornou o primeiro jogador na história da NBA a registrar 1.000 pontos, 500 rebotes, 500 assistências, 100 roubos de bola e 100 bloqueios em uma temporada. Na conclusão da temporada regular, Green foi selecionado para a Segunda-Equipe da NBA, terminou em segundo lugar para o Prêmio de Jogador Defensivo do Ano e foi nomeado para a Equipe Defensiva com o segundo maior número de votos. Seus 13 triplos-duplos ficaram em segundo na liga, atrás dos 18 de Russell Westbrook, e ele quebrou o recorde de nove de Gola, estabelecido na temporada de 1959-60. Seus 13 foram os maiores números de um não-armador na NBA desde os 13 de Grant Hill na temporada de 1996-97.
Como a melhor campanha na Conferência Oeste, os Warriors eliminaram o Houston Rockets, por 4-1, e avançaram para a segunda rodada contra Portland Trail Blazers. No Jogo 1, Green registrou seu segundo triplo-duplo na pós-temporada com 23 pontos, 13 rebotes e 11 assistências em uma vitória por 118–106. No Jogo 3 da série, ele marcou 37 pontos, o recorde da sua carreira nos playoffs, em uma derrota por 120–108, uma derrota que reduziu a vantagem dos Warriors na série para 2–1. Os Warriors venceram a série por 4–1, avançando para as finais da Conferência Oeste contra o Oklahoma City Thunder. No Jogo 3, Green chutou o pivô do Thunder, Steven Adams, na virilha. Posteriormente, ele foi multado em US$ 25.000. Os Warriors venceram a série em sete jogos após superar um déficit de 3–1. No Jogo 2 das Finais da NBA contra o Cleveland Cavaliers, Green teve 28 pontos com cinco cestas de três pontos, sete rebotes e cinco assistências para levar os Warriors a uma vitória de 110–77 e uma vantagem de 2–0 na série. O Golden State foi à frente por 3–1 no Jogo 4, durante o qual Green e LeBron James tiveram que ser separados. Os dois se enredaram nos minutos finais da vitória dos Warriors por 108–97. Green caiu no chão e James passou por cima dele. Sentindo-se desrespeitado, Green balançou o braço e pareceu fazer contato com a virilha de James. Após acumular seu quarto ponto de falta flagrante nos playoffs, Green foi suspenso do Jogo 5. Os Warriors perderam a série em sete jogos, apesar de um esforço de 32 pontos, 15 rebotes e 9 assistências de Green no Jogo 7.

#### Segundo título da NBA e DPOY (2016–17)

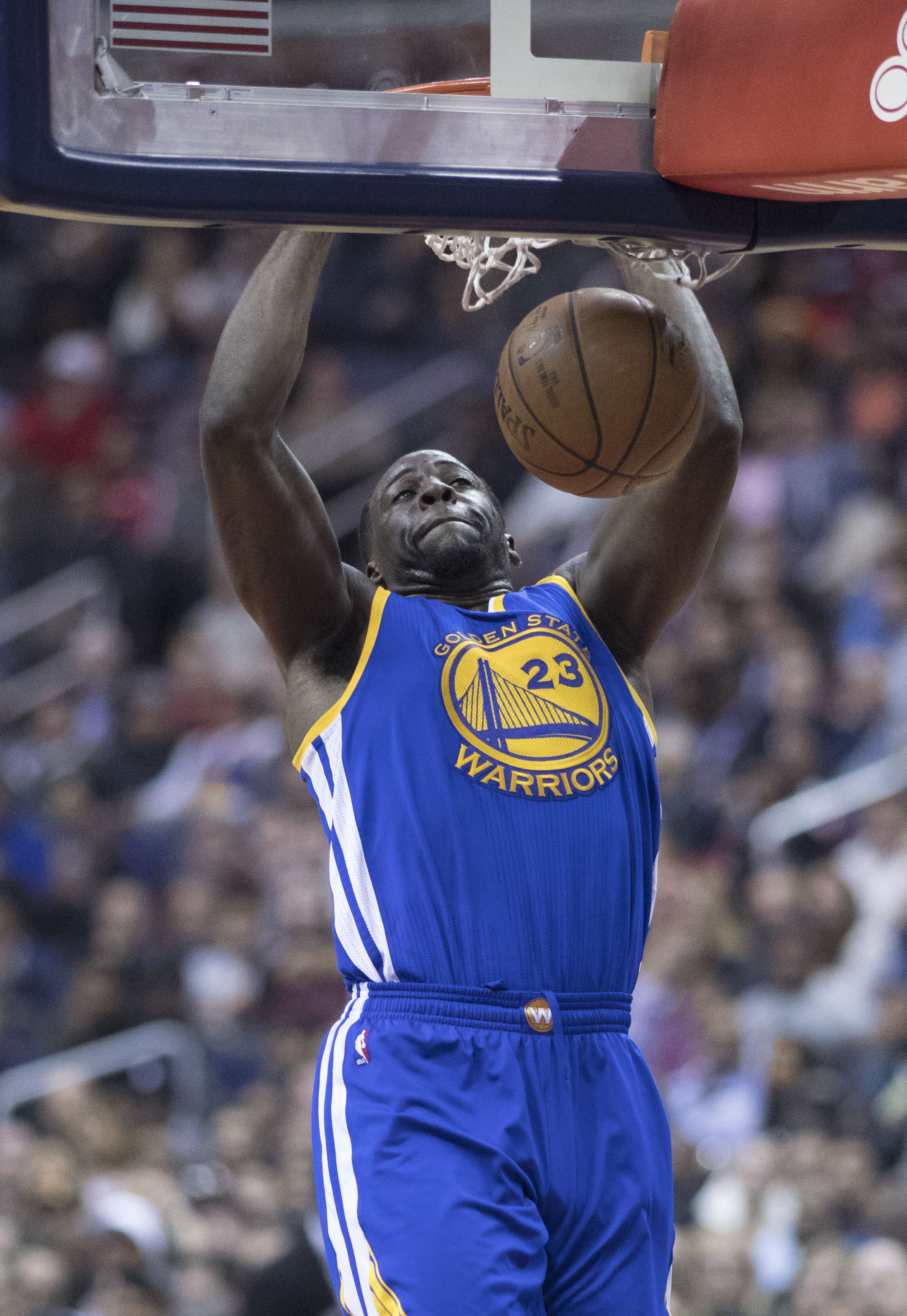
Green enterrando em 2017

Em 25 de outubro de 2016, Green abriu a temporada com um esforço de 18 pontos e 12 rebotes contra o San Antonio Spurs. Ele ajudou os Warriors a começar a temporada com um recorde de 14–2 antes de uma lesão no tornozelo esquerdo o afastar do jogo do time em 26 de novembro contra o Minnesota Timberwolves. Ele perdeu apenas um jogo e, em 1º de dezembro, teve o melhor jogo da temporada com 20 pontos, 15 rebotes e nove assistências em uma derrota por 132–127 na prorrogação dupla para o Houston Rockets. Em 13 de dezembro, ele registrou seu 15º triplo-duplo da carreira com 12 pontos, 12 rebotes e 10 assistências, junto com quatro roubos de bola, em uma vitória por 113–109 sobre o New Orleans Pelicans. Em 2 de janeiro, ele registrou seu segundo triplo-duplo da temporada com 15 pontos, 10 rebotes e 13 assistências em uma vitória de 127–119 sobre o Denver Nuggets. Em 16 de janeiro, ele registrou seu terceiro triplo-duplo da temporada com 11 pontos, 13 rebotes e 11 assistências, enquanto também igualou seu melhor desempenho na carreira com cinco bloqueios, em uma vitória de 126–91 sobre o Cleveland Cavaliers. Em 26 de janeiro, ele foi nomeado reserva no All-Star Game de 2017.
Em 10 de fevereiro de 2017, Green marcou apenas quatro pontos, mas terminou com 12 rebotes, 10 assistências e 10 roubos de bola, enquanto os Warriors derrotou o Memphis Grizzlies por 122–107. Seu triplo-duplo foi o primeiro na história da NBA com menos de 10 pontos marcados. Também foi apenas o segundo na história da NBA com pelo menos 10 rebotes, 10 assistências e 10 roubos de bola em um jogo — o primeiro foi de Alvin Robertson em 1986, quando ele também teve 20 pontos. Green se tornou o primeiro jogador na história da NBA a registrar 10 roubos de bola e cinco bloqueios em um jogo desde a temporada de 1973-74, quando essas se tornaram estatísticas oficiais. Os 10 roubos de bola também estabeleceram um recorde dos Warriors e foi o primeiro jogo de 10 roubos de bola na NBA desde Brandon Roy em janeiro de 2009. Em 14 de março de 2017, ele teve 20 pontos, oito assistências, oito rebotes e seis bloqueios em uma vitória de 106-104 sobre o Philadelphia 76ers. Green se tornou o 11º jogador na história da franquia com 400 bloqueios, ultrapassando Andrew Bogut para o 10º lugar na lista da franquia. Em 31 de março, contra os Rockets, Green se tornou o primeiro jogador dos Warriors com 150 roubos de bola e 100 bloqueios em uma temporada, e o primeiro na NBA a fazer isso desde Dwyane Wade na temporada de 2008–09. Em 2 de abril, Green teve seu 19º triplo-duplo da carreira e o quinto da temporada com 11 pontos, 13 assistências e 12 rebotes em uma vitória de 139–115 sobre o Washington Wizards. Os Warriors terminaram a temporada regular com um recorde de 67–15 e entrou nos playoffs como a melhor campanha da conferência.
Em 16 de abril de 2017, Green teve 19 pontos, 12 rebotes, nove assistências, cinco bloqueios e três roubos de bola em uma vitória de 121–109 sobre o Portland Trail Blazers no Jogo 1 da primeira rodada dos playoffs. Os Warriors varreram a primeira e a segunda rodadas dos playoffs, com Green registrando seu terceiro triplo-duplo na pós-temporada com 17 pontos, 10 rebotes e 11 assistências no Jogo 4 da série de segunda rodada contra o Utah Jazz. Os Warriors também varreram o San Antonio Spurs nas Finais da Conferência Oeste para avançar para as Finais da NBA pela terceira temporada consecutiva, tornando-se o primeiro time na história da NBA a ter 12–0 nos playoffs. Green ajudou os Warriors a vencer seu segundo título em três anos com uma vitória de 4–1 na série sobre o Cleveland Cavaliers nas Finais da NBA de 2017. Na noite de premiação de fim de temporada, Green foi nomeado o Jogador Defensivo do Ano da NBA, tornando-se o primeiro jogador na história dos Warriors a ganhar o prêmio.

#### Terceiro título da NBA (2017–18)
Em 17 de outubro de 2017, na abertura da temporada dos Warriors contra os Rockets, Green saiu no segundo tempo com uma distensão no joelho esquerdo depois de contribuir com nove pontos, 13 assistências e 11 rebotes. Em 25 de dezembro de 2017, ele teve 12 pontos, 12 rebotes e 11 assistências em uma vitória de 99–92 sobre o Cleveland Cavaliers, empatando o recorde da carreira da franquia com seu 20º triplo-duplo. Em 4 de janeiro de 2018, em uma vitória de 124–114 sobre os Rockets, Green registrou 17 pontos, 14 rebotes e 10 assistências para se tornar o líder da franquia em triplos-duplos com 21, passando Tom Gola. Em 20 de janeiro de 2018, ele registrou 21 pontos e sete rebotes em uma derrota de 116–108 para os Rockets, ultrapassando a marca de 4.000 pontos e 3.000 rebotes na carreira. Em 24 de fevereiro de 2018, em uma vitória de 112–80 sobre o Oklahoma City Thunder, Green passou Chris Mullin (488) no oitavo lugar na lista de bloqueios dos Warriors. Em 8 de março de 2018, ele teve seu terceiro triplo-duplo da temporada com 11 pontos, 12 rebotes e 10 assistências em uma vitória de 110–107 sobre o San Antonio Spurs.
Green ajudou os Warriors a derrotar os Spurs na primeira rodada dos playoffs em cinco jogos, registrando 17 pontos, 19 rebotes, o recorde da carreira, e sete assistências em uma vitória de 99–91 no Jogo 5. No Jogo 1 da segunda rodada contra o New Orleans Pelicans, Green registrou seu quarto triplo-duplo da pós-temporada com 16 pontos, 15 rebotes, 11 assistências, três roubos de bola e dois bloqueios em uma vitória de 123–101. Ele superou os três triplos-duplos de playoffs de Gola como recorde da franquia. No Jogo 4, Green teve oito pontos, nove rebotes, nove assistências, quatro roubos de bola e dois bloqueios em uma vitória de 118–92. Com seu quarto rebote, Green se tornou o terceiro jogador na história dos Warriors a atingir 800 rebotes de playoffs, juntando-se a Wilt Chamberlain (922) e Nate Thurmond (896). No Jogo 7 das Finais da Conferência Oeste, Green teve 10 pontos, 13 rebotes e cinco assistências, enquanto os Warriors conquistou uma quarta viagem consecutiva para as Finais da NBA ao derrotar os Rockets por 101–92. No Jogo 3 das Finais da NBA de 2018, Green passou Chamberlain com mais rebotes na história da equipe nos playoffs. Os Warriors varreu a série contra o Cavaliers para ganhar seu terceiro título.

#### Quinta Final da NBA consecutiva (2018–19)

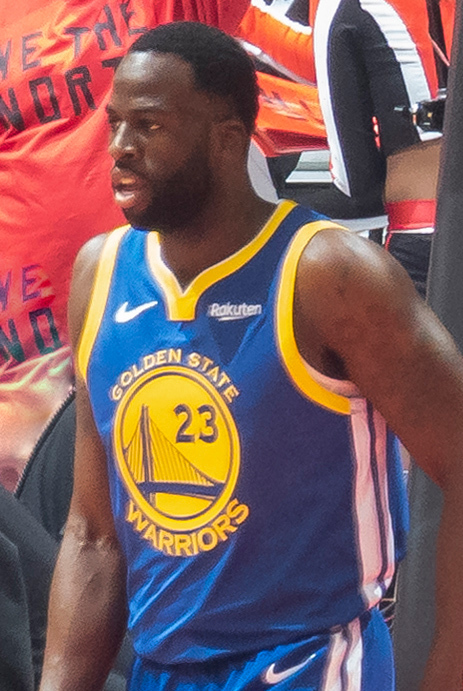
Green em 2019

Depois de ser limitado durante a pré-temporada por uma dor no joelho, Green jogou sem impedimentos nos primeiros 10 jogos da temporada. Em 5 de novembro contra o Memphis Grizzlies, ele ficou limitado a pouco menos de 14 minutos por causa de um pé direito machucado. Posteriormente, ele perdeu os dois jogos seguintes por causa de uma torção no dedo do pé direito. Ele voltou à ação em 12 de novembro contra o Los Angeles Clippers. Uma discussão acalorada durante e após o jogo entre ele e Kevin Durant levou Green a ser suspenso no jogo seguinte. Ele jogou em 15 de novembro contra o Houston Rockets, mas perdeu os 11 jogos seguintes com o mesmo dedo torcido no pé direito. Em seu jogo de volta em 10 de dezembro, ele teve sete pontos, 10 rebotes e sete assistências em uma vitória de 116–108 sobre o Minnesota Timberwolves. Em 24 de janeiro, ele pegou 15 rebotes, o recorde da temporada, em uma vitória de 126–118 sobre o Washington Wizards.
No Jogo 6 da primeiro rodada dos playoffs contra os Clippers, Green registrou seu quinto triplo-duplo de playoffs da carreira com 16 pontos, 14 rebotes e 10 assistências em uma vitória decisiva da série por 129–110. No Jogo 3 da segunda rodada, ele registrou 19 pontos, 11 rebotes e 10 assistências em uma derrota de 126–121 na prorrogação para os Rockets. Com 10 rebotes contra o Portland Trail Blazers no Jogo 2 das Finais da Conferência Oeste, Green estabeleceu um recorde na carreira com seu sétimo jogo consecutivo de playoff com pelo menos 10 rebotes, quebrando sua marca anterior de seis na pós-temporada de 2018. No Jogo 3, ele teve seu sétimo triplo-duplo de pós-temporada da carreira com 20 pontos, 13 rebotes e 12 assistências em uma vitória por 110–99. Ele ajudou os Warriors a varrer a série com um triplo-duplo de 18 pontos, 14 rebotes e 11 assistências em uma vitória por 119–117 na prorrogação no Jogo 4. No Jogo 1 das Finais da NBA de 2019, Green conseguiu um triplo-duplo com 10 pontos, 10 rebotes e 10 assistências em uma derrota por 118–109 para o Toronto Raptors. No Jogo 6, Green teve 11 pontos, 19 rebotes e 13 assistências mas os Warriors perderam a série por 4–2. Green terminou com seis triplos-duplos na pós-temporada, empatando com Magic Johnson como o segundo maior número em uma única pós-temporada na história da NBA.
Em 3 de agosto de 2019, Green assinou uma extensão de contrato de quatro anos e US$ 100 milhões para permanecer no time, evitando o potencial de milhões de dólares a mais se ele se tornasse um agente livre no ano seguinte.

#### Perdas consecutivas nos playoffs (2019–2021)
Em 1º de fevereiro de 2020, Green empatou o recorde da carreira de 16 assistências na vitória por 131–112 sobre o Cleveland Cavaliers.
Em 9 de agosto de 2020, a NBA multou Green em US$ 50.000 após fazer declarações que violavam as regras de tampering, conduta que consiste em assediar indevidamente profissionais que estão sob contrato com outras equipes, da liga. Falando como analista no programa pré-jogo da TNT antes do jogo entre o Orlando Magic e o Philadelphia 76ers em 7 de agosto, ele afirmou que queria Devin Booker "fora do Phoenix Suns", acrescentando que não era bom para ele e sua carreira. Quando um dos apresentadores do programa perguntou a ele no ar se ele estava tampering, ele respondeu: "Talvez".
Na temporada de 2020–21, Green ficou fora dos primeiros quatro jogos da temporada devido a uma lesão no pé. Em 26 de fevereiro de 2021, em uma vitória de 130–121 sobre o Charlotte Hornets, Green teve 11 pontos, 12 rebotes e 19 assistências, o recorde da carreira. Em 3 de maio, ele registrou o 29º triplo-duplo de sua carreira na vitória por 123–108 sobre o New Orleans Pelicans, passando Michael Jordan pelo 17º lugar em triplos-duplos da carreira.

#### Quarto título da NBA, quarto All-Star e suspensões (2021–Presente)
Em 20 de dezembro de 2021, Green registrou seu 31º triplo-duplo da carreira com 16 pontos, 11 rebotes, 10 assistências, 2 roubos de bola e 2 bloqueios em uma vitória de 113–98 sobre o Sacramento Kings, empatando com a lenda do Boston Celtics, John Havlicek, em 15º lugar na lista de mais triplos-duplos na carreira. Em 3 de fevereiro de 2022, Green foi nomeado reserva do All-Star Game de 2022. Foi sua quarta seleção para o All-Star  Game da carreira e a primeira desde 2018. Green perdeu 31 jogos consecutivos de janeiro a março com uma lesão nas costas. Até aquele momento, ele era mencionado como um dos favoritos para ganhar o Prêmio de Jogador Defensivo do Ano. Apesar de jogar em apenas 46 jogos, Green foi selecionado para sua sétima Equipe Defensiva, sendo selecionado para a Segunda-Equipe. Os Warriors avançaram para as Finais da NBA de 2022, e ele ganhou seu quarto título da NBA depois que derrotaram o Boston Celtics em seis jogos. No Jogo 6 das Finais, Green registrou um quase triplo-duplo com 12 pontos, 12 rebotes, 8 assistências, 2 roubos de bola e 2 bloqueios em uma vitória por 103–90.
Em 5 de outubro de 2022, durante um treino de equipe, Green e seu companheiro de equipe, Jordan Poole, entraram em uma discussão, resultando em Green golpeando Poole no rosto. Em 9 de outubro, Green se desculpou publicamente pelo incidente e anunciou que passaria alguns dias longe do time. Em 27 de novembro, ele  teve seu primeiro duplo-duplo da temporada com 19 pontos e 11 assistências, o recorde da temporada, em uma vitória de 137–114 sobre o Minnesota Timberwolves. Em 16 de março de 2023, Green foi suspenso pela NBA por um jogo sem remuneração pela sua 16ª falta técnica da temporada em um jogo no dia anterior. Em 18 de abril, ele foi suspenso por um jogo por pisar no peito de Domantas Sabonis em um jogo de playoff contra o Sacramento Kings. Os Warriors foram eliminados na segunda rodada dos playoffs pelo Los Angeles Lakers. Após a temporada, o treinador Steve Kerr disse que o Golden State não era um time campeão devido à falta de confiança no time, em parte devido ao soco de Green em Poole, e Green culpou sua saída precoce dos playoffs por seu soco. Green recusou sua opção de renovação no contrato de US$ 27,6 milhões e se tornou um agente livre. Em 8 de julho de 2023, ele renovou com os Warriors em um contrato de 4 anos e US$100 milhões.
Durante um jogo em 14 de novembro de 2023, contra os Timberwolves, o companheiro de equipe, Klay Thompson, e o jogador dos Timberwolves, Jaden McDaniels, se envolveram em uma briga de empurrões, iniciando uma briga entre os dois times. O pivô dos Timberwolves, Rudy Gobert, tentou afastar Thompson de McDaniels quando Green colocou Gobert em um mata-leão. Green, Thompson e McDaniels foram expulsos. Esta foi a segunda expulsão consecutiva de Green, a primeira foi em 11 de novembro em um jogo contra o Cleveland Cavaliers por receber duas faltas técnicas. No dia seguinte, a NBA suspendeu Green por cinco jogos por "intensificar uma discussão na quadra". Gobert, Thompson e McDaniels foram multados em US$ 25.000.
Em 12 de dezembro de 2023, em um jogo contra o Phoenix Suns, Green atingiu o pivô do Suns, Jusuf Nurkić, no rosto enquanto era marcado por ele. Green foi posteriormente avaliado com uma falta flagrante tipo 2 e foi expulso do jogo. No dia seguinte, a NBA anunciou sua suspensão por tempo indeterminado. Depois de perder 12 jogos, Green foi reintegrado em 6 de janeiro de 2024.
Em 7 de março de 2024, Green registrou seu 32º triplo-duplo da carreira com 11 pontos, 10 rebotes e 12 assistências em uma derrota por 122–125 para o Chicago Bulls. Em 12 de abril, Green fez um duplo-duplo com 12 rebotes e 11 assistências em uma derrota de 114–109 para o New Orleans Pelicans. Ele se tornou o primeiro jogador na história da NBA a registrar um duplo-duplo sem tentar nenhum arremesso.

## Carreira na seleção

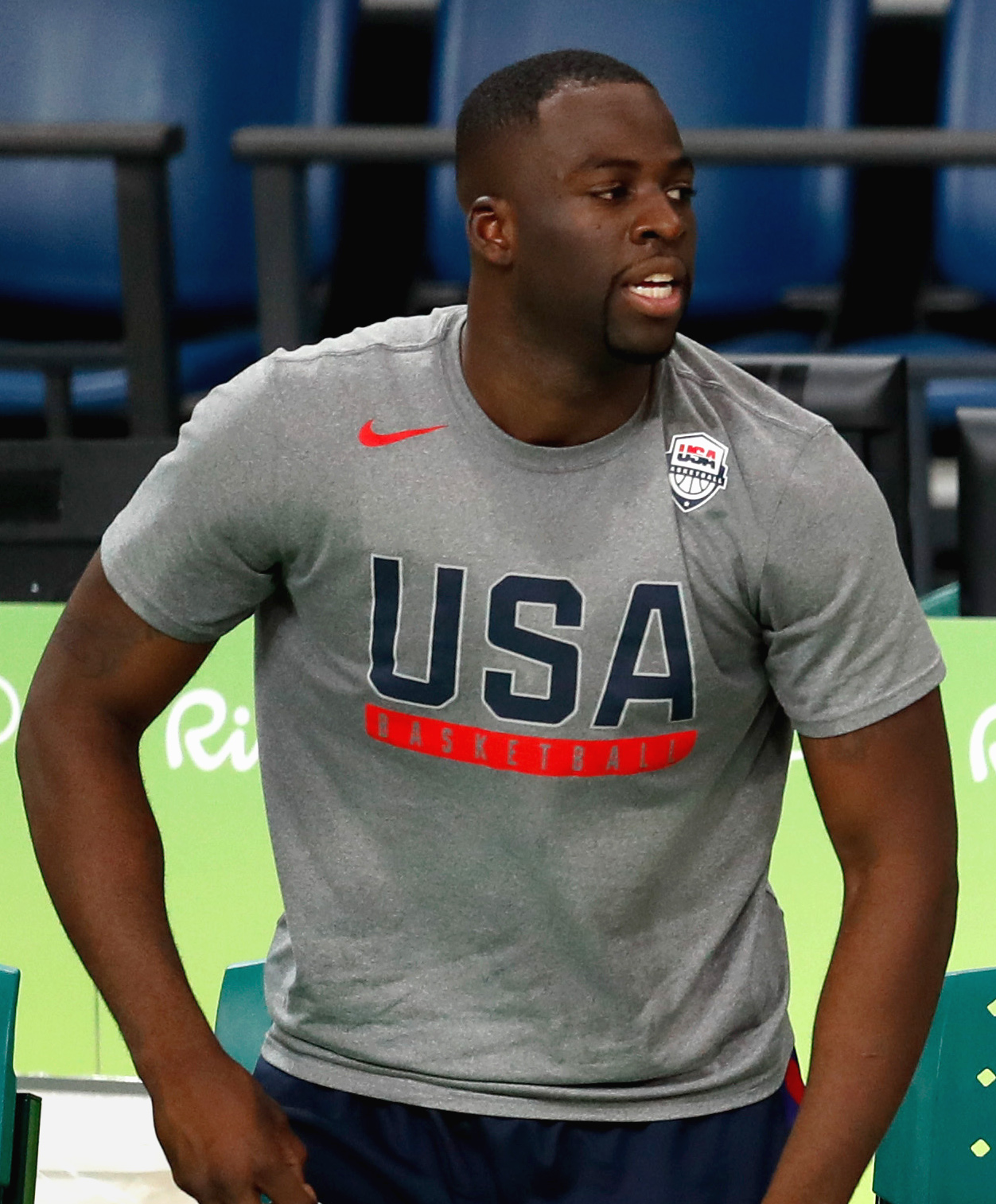
Green com a seleção dos EUA em 2016

Green representou a Seleção Americana nas Universíada de Verão de 2011 em Shenzhen, China. A equipe dos EUA terminou em quinto lugar no torneio com Green tendo médias de 8,6 pontos e 6,0 rebotes com uma porcentagem de arremessos certos de 46,3%. 
Em junho de 2016, Green foi nomeado para a equipe olímpica dos EUA de 2016. Ele ajudou a equipe dos EUA a ganhar a medalha de ouro nas Olimpíadas de 2016 no Rio de Janeiro e, em oito jogos, teve médias de 1,9 pontos, 2,1 rebotes e 1,2 assistências. Green também foi selecionado para a equipe olímpica de 2020 para competir nas Olimpíadas de 2020em Tóquio, que foi adiada para 2021 devido à pandemia de COVID-19. Ele ajudou a equipe a ganhar a medalha de ouro e, em seis jogos, teve médias de 3,5 pontos, 2,7 rebotes e 2,8 assistências, acertando 77,8% dos arremessos.

## Perfil do jogador
Embora seja considerado pequeno para um ala-pivô com 1,98 m, Green é um defensor versátil, capaz de marcar todas as cinco posições como defensor interno e de perímetro. Green estuda os hábitos dos oponentes e alavanca sua preparação junto com sua estrutura muscular e força na parte inferior do corpo, e é capaz de gerar rebotes, roubos de bola e bloqueios. Ele foi nomeado para vários times defensivos da NBA e foi nomeado Jogador Defensivo do Ano da NBA na temporada de 2016–17.
Ofensivamente, ele pode controlar a bola em contra-ataques rápidos e fazer passes para seus companheiros de equipe para pontuações. Ele é um atirador de três pontos capaz que fornece espaçamento para o ataque ao esticar a defesa adversária. Green também é adepto de pontuar perto da cesta. Sua excelente defesa interna combinada com seu repertório ofensivo formam um conjunto de habilidades bidirecionais único.

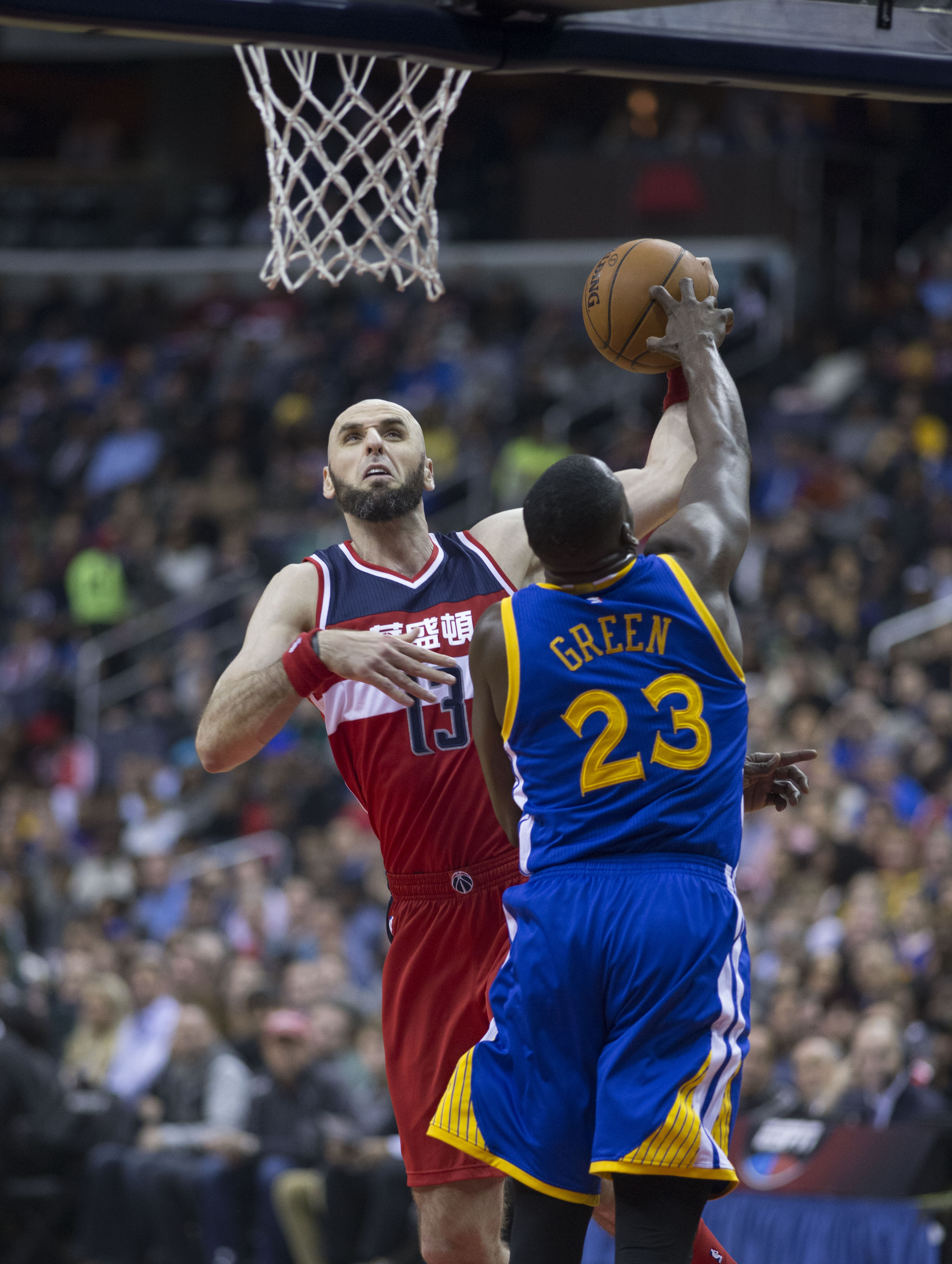
Green defendendo o pivô do Washington Wizards, Marcin Gortat

Sob o treinamento de Steve Kerr, Green se tornou crucial para a Death Lineup dos Warriors como o pivô do time. Seu desempenho nessa posição permitiu que os Warriors criassem uma série de problemas de confronto para as defesas adversárias durante as temporadas de 2014–15 e 2015–16. Quando jogado como um pivô, o comprimento e a força de Green permitem que ele defenda e conteste pivôs adversários. Essa versatilidade e eficiência na posição resultaram em muitos analistas discutindo Green como a personificação da direção futura da posição de pivô na NBA, com alguns até mesmo o chamando de o melhor pivô da liga.
Ele é amplamente visto como o "coração e alma" emocional e motivacional dos Warriors e é conhecido por sua liderança vocal na quadra e no vestiário. A química de Green e Stephen Curry em quadra foi citada como a chave para a melhoria dos Warriors na temporada de 2015–16, já que o desejo franco e ardente de Green se misturou à confiança mais silenciosa e implacável de Curry para dar ao time "cães alfa duplos — e às vezes duelando —" que, em última análise, se apoiam mutuamente. Em 2016, após vencer um jogo contra os Warriors, Kobe Bryant disse que os Warriors precisavam da personalidade ardente de Green para continuar vencendo.
Por causa de seu jogo físico, incluindo vários incidentes nos playoffs, alguns o criticaram como um jogador "sujo". Green está frequentemente entre os líderes da liga em faltas técnicas e expulsões; em março de 2024, Green teve o segundo maior número de expulsões na carreira da NBA, com 21, atrás apenas de Rasheed Wallace. O histórico disciplinar de Green foi um fator agravante nas suspensões dadas a ele durante a temporada de 2023-24: depois que ele foi suspenso por cinco jogos por colocar o pivô do Minnesota Timberwolves, Rudy Gobert, em um mata-leão em 14 de novembro de 2023, o vice-presidente executivo da NBA, Joe Dumars, disse em uma declaração que seu histórico de conduta antidesportiva desempenhou um papel na duração da proibição, enquanto o histórico repetido de atos antidesportivos de Green foi citado de forma semelhante por Dumars como a razão por trás da decisão da NBA de o suspender indefinidamente depois que ele foi expulso por golpear Jusuf Nurkić no rosto em 12 de dezembro de 2023.

## Estatísticas da carreira
| † | Campeão da NBA |
|   | Líder da liga  |

### NBA
Temporada Regular
| Ano      | Equipe     | PJ  | PT  | MPJ  | AP   | 3P   | LL   | RT  | AS  | BR  | TO  | PPJ  |
| -------- | ---------- | --- | --- | ---- | ---- | ---- | ---- | --- | --- | --- | --- | ---- |
| 2012-13  | Warriors   | 79  | 1   | 13.4 | .327 | .209 | .818 | 3.3 | 0.7 | 0.5 | 0.3 | 2.9  |
| 2013-14  | Warriors   | 82  | 12  | 21.9 | .407 | .333 | .667 | 5.0 | 1.9 | 1.2 | .9  | 6.2  |
| 2014-15  | Warriors † | 79  | 79  | 31.5 | .433 | .337 | .660 | 8.2 | 3.7 | 1.6 | 1.3 | 11.7 |
| 2015-16  | Warriors   | 81  | 81  | 34.7 | .490 | .388 | .696 | 9.5 | 7.4 | 1.5 | 1.4 | 14.0 |
| 2016-17  | Warriors † | 76  | 76  | 32.5 | .418 | .308 | .709 | 7.9 | 7.0 | 2.0 | 1.4 | 10.2 |
| 2017-18  | Warriors † | 70  | 70  | 32.7 | .454 | .301 | .775 | 7.6 | 7.3 | 1.4 | 1.3 | 11.0 |
| 2018-19  | Warriors   | 66  | 66  | 31.3 | .445 | .285 | .692 | 7.3 | 6.9 | 1.4 | 1.1 | 7.4  |
| 2019-20  | Warriors   | 43  | 43  | 28.4 | .389 | .279 | .759 | 6.2 | 6.2 | 1.4 | 0.8 | 8.0  |
| 2020-21  | Warriors   | 63  | 63  | 31.5 | .447 | .270 | .795 | 7.1 | 8.9 | 1.7 | 0.8 | 7.0  |
| 2021-22  | Warriors † | 46  | 44  | 28.9 | .525 | .296 | .659 | 7.3 | 7.0 | 1.3 | 1.1 | 7.5  |
| 2022-23  | Warriors   | 73  | 73  | 31.5 | .527 | .305 | .713 | 7.2 | 6.8 | 1.0 | 0.8 | 8.5  |
| 2023-24  | Warriors   | 55  | 52  | 27.1 | .497 | .395 | .730 | 7.2 | 6.0 | 1.0 | 0.9 | 8.6  |
| 2024-25  | Warriors   | 68  | 66  | 29.2 | .424 | .325 | .687 | 6.1 | 5.6 | 1.5 | 1.0 | 9.0  |
| Carreira | Carreira   | 881 | 726 | 28.7 | .449 | .320 | .710 | 6.9 | 5.6 | 1.3 | 1.0 | 8.7  |
| All-Star | All-Star   | 3   | 0   | 15.7 | .375 | .000 | .750 | 5.7 | 2.7 | 2.0 | 0.7 | 3.0  |

Play-in
| Ano      | Equipe   | PJ | PT | MPJ  | AP   | 3P   | LL    | RT   | AS   | BR  | TO  | PPJ  |
| -------- | -------- | -- | -- | ---- | ---- | ---- | ----- | ---- | ---- | --- | --- | ---- |
| 2021     | Warriors | 2  | 2  | 43.2 | .313 | .500 | 1.000 | 12.5 | 9.0  | 2.0 | 2.0 | 6.5  |
| 2024     | Warriors | 1  | 1  | 35.1 | .500 | .500 | 1.000 | 3.0  | 6.0  | 2.0 | 0.0 | 12.0 |
| 2025     | Warriors | 1  | 1  | 30.7 | .200 | .000 | 1.000 | 6.0  | 10.0 | 3.0 | 1.0 | 4.0  |
| Carreira | Carreira | 4  | 4  | 38.0 | .344 | .333 | 1.000 | 8.5  | 8.5  | 2.2 | 1.2 | 7.2  |

Playoffs
| Ano      | Equipe     | PJ  | PT  | MPJ  | AP   | 3P   | LL   | RT   | AS  | BR  | TO  | PPJ  |
| -------- | ---------- | --- | --- | ---- | ---- | ---- | ---- | ---- | --- | --- | --- | ---- |
| 2013     | Warriors   | 12  | 1   | 18.6 | .429 | .391 | .765 | 4.3  | 1.6 | 0.5 | 0.8 | 5.8  |
| 2014     | Warriors   | 7   | 4   | 32.6 | .467 | .276 | .792 | 8.3  | 2.9 | 1.7 | 1.7 | 11.9 |
| 2015     | Warriors † | 21  | 21  | 37.3 | .417 | .264 | .736 | 10.1 | 5.2 | 1.8 | 1.2 | 13.7 |
| 2016     | Warriors   | 23  | 23  | 38.2 | .431 | .365 | .738 | 9.9  | 6.0 | 1.6 | 1.8 | 15.4 |
| 2017     | Warriors † | 17  | 17  | 34.9 | .447 | .410 | .687 | 9.1  | 6.5 | 1.6 | 1.6 | 13.1 |
| 2018     | Warriors † | 21  | 21  | 39.0 | .432 | .266 | .796 | 10.6 | 8.1 | 2.0 | 1.5 | 10.8 |
| 2019     | Warriors   | 22  | 22  | 38.7 | .498 | .228 | .718 | 10.1 | 8.5 | 1.5 | 1.5 | 13.3 |
| 2022     | Warriors † | 22  | 22  | 32.0 | .479 | .205 | .638 | 7.2  | 6.3 | 1.1 | 1.0 | 8.0  |
| 2023     | Warriors   | 12  | 9   | 30.6 | .462 | .250 | .727 | 6.9  | 6.8 | 1.5 | 1.0 | 9.4  |
| 2025     | Warriors   | 12  | 12  | 32.4 | .389 | .267 | .692 | 5.5  | 3.8 | 1.4 | 0.9 | 9.1  |
| Carreira | Carreira   | 169 | 152 | 34.5 | .445 | .300 | .726 | 8.6  | 6.0 | 1.5 | 1.3 | 11.4 |

### Universidade
| Ano      | Equipe         | PJ  | PT | MPJ  | AP   | 3P   | LL   | RT   | AS  | BR  | TO  | PPJ  |
| -------- | -------------- | --- | -- | ---- | ---- | ---- | ---- | ---- | --- | --- | --- | ---- |
| 2008–09  | Michigan State | 37  | 0  | 11.4 | .556 | .000 | .615 | 3.3  | .8  | .6  | .2  | 3.3  |
| 2009–10  | Michigan State | 37  | 3  | 25.5 | .525 | .125 | .672 | 7.7  | 3.0 | 1.2 | .9  | 9.9  |
| 2010–11  | Michigan State | 34  | 27 | 30.1 | .426 | .366 | .683 | 8.6  | 4.1 | 1.8 | 1.1 | 12.6 |
| 2011–12  | Michigan State | 37  | 36 | 33.2 | .449 | .388 | .723 | 10.6 | 3.8 | 1.5 | .9  | 16.2 |
| Carreira | Carreira       | 145 | 66 | 25.0 | .489 | .219 | .673 | 7.5  | 2.9 | 1.2 | .7  | 10.6 |

## Prêmios e homenagens
- 4x Campeão da NBA: 2015, 2017, 2018, 2022
- NBA Defensive Player of the Year: 2017
- 4x NBA All-Star: 2016, 2017, 2018, 2022
- 2x All-NBA Team:
  - Segundo time: 2016
  - Terceiro time: 2017
- 9x NBA All-Defensive Team: 
  - Primeiro time: 2015, 2016,  2017, 2021, 2025[140]
  - Segundo time: 2018, 2019, 2022, 2023
- NBA Hustle Award: 2025[141]
- Líder em Roubos de Bolas da NBA: 2017
- Seleção dos Estados Unidos:
  - Jogos Olímpicos:
    -  medalha de ouro: 2016
    -  medalha de ouro: 2020

## Vida pessoal
Green é filho de Mary Babers e Wallace Davis. Seu padrasto é Raymond Green, e ele tem dois irmãos, Torrian Harris e Braylon Green, e três irmãs, LaToya Babers, Jordan Davis e Gabby Davis. Harris jogou basquete pelo Nebraska-Omaha de 2009 a 2011.
Green tem um filho com sua então namorada Jelissa Hardy. Em 2018, Green namorou a atriz Hazel Renee. Eles anunciaram o noivado em 2019 e têm uma filha, nascida em 2020. Eles realizaram a cerimônia de casamento em 14 de agosto de 2022, em Malibu.
Durante seu tempo em Michigan State, Green treinou com o time de futebol americano em 2011 e jogou como tight end. Green obteve o diploma de bacharel em comunicação em 2012 pela Michigan State.
Em 14 de setembro de 2015, Green doou US$ 3,1 milhões para a Michigan State, que é a maior promessa de um atleta na história da universidade, para ajudar a construir uma nova instalação de atletismo e financiar um programa de doações para bolsas de estudo.

Em julho de 2016, Green foi preso por agressão em East Lansing, Michigan. Na noite anterior, ele teve um confronto com o defensor de futebol americano de Michigan State, Jermaine Edmondson. O relatório de prisão afirma que Green foi a um bar e esbarrou em Edmondson. Após uma troca verbal, dois associados de Green supostamente estrangularam Edmondson e sua namorada. Na noite seguinte, Green e Edmondson foram ao Conrad's Grill em East Lansing, onde Edmondson confrontou Green sobre o incidente da noite anterior. Green supostamente cutucou Edmondson no peito e deu um tapa ou soco em seu rosto. Os policiais que o prenderam declararam que Green tinha um nível de álcool no sangue de 0,10 e admitiu ter dado um tapa em Edmondson e pediu desculpas à vítima. Após pagar uma fiança de US$ 200, Green foi liberado quatro horas após a prisão.